# Куба на Светском првенству у атлетици на отвореном 2013.
Куба је на 14. Светском првенству у атлетици на отвореном 2013. одржаном у Москви од 10. до 18. августа, учествовала четрнаести пут, односно учествовала је на свим првенствима до данас. Куба је пријавила 25 такмичара (16 мушкараца и 9 жена) који су се такмичили у 19 дисциплина (12 мушких и 7 женских). Међутим, такмичар у троскоку Ернесто Реве  није био у стартној листи тако да је репрезентацију Кубе представљало 24 такмичара (15 мушкараца и 9 жена).,
На овом првенству Куба је по броју освојених медаља на 23. месту са три медаље (једна сребрна и две бронзане). Оборен је један национални и један лични рекорд и остварена су један најбољи светски и тринаест лична резултата у сезони. 
У табели успешности (према броју и пласману такмичара који су учествовали у финалним такмичењима (првих 8 такмичара) Куба је са седам учесника у финалу освојила 14 место са 32 бода.
Једна занимљивост: такмичар у десетобоју Леонел Суарез остварио је у свим дисциплинама најбољи резултат сезоне.
| Плас. | Земља | 1. место | 2. место | 3. место | 4. место | 5. место | 6. место | 7. место | 8. место | Бр. финал. | Бод. |
| ----- | ----- | -------- | -------- | -------- | -------- | -------- | -------- | -------- | -------- | ---------- | ---- |
| 14.   | Куба  | 0        | 1        | 2        | 1        | 1        | 1        | 0        | 1        | 7          | 32   |

## Учесници
Учествовало је 24 такмичара (15 мушкараца и 9 жена).
| Мушкарци: - Yoandys Lescay — 400 м, 4 х 400 м - Енди Гонзалес — 800 м - Ignacio Morales — 110 м препоне - Орландо Ортега — 110 м препоне - Омар Сиснерос — 400 м препоне - Raidel Acea — 4 х 400 м - Орестес Родригез — 4 х 400 м - Osmaidel Pellicier — 4 х 400 м - Ноел Руиз — 4 х 400 м - Лазаро Борхес — Скок мотком - Педро Пабло Пичардо — Троскок - Хорхе Фернандез — Бацање диска - Роберто Ханет — Бацање кладива - Гиљермо Мартинез — Бацање копља - Леонел Суарез — Десетобој | Жене: - Rose Mary Almanza — 800 м - Јарислеј Силва — Скок мотком - Мабел Гај — Троскок - Yaniuvis López — Бацање кугле - Јарелис Бариос — Бацање диска - Јаиме Перез — Бацање диска - Денија Кабаљеро — Бацање диска - Јипси Морено — Бацање кладива - Јорхелис Родригез — Седмобој |  |

## Освајачи медаља

### Сребро (1)
- Педро Пабло Пичардо — Троскок

### Бронза (2)
- Јарислеј Силва — Скок мотком
- Јарелис Бариос — Бацање диска

## Резултати

### Мушкарци
| Атлетичар                                                                  | Дисциплина     | Лични рекорд | Предтакмичење | Предтакмичење | Квалификације                | Квалификације                | Полуфинале            | Полуфинале           | Финале               | Финале               | Детаљи |
| Атлетичар                                                                  | Дисциплина     | Лични рекорд | Резултат      | Место         | Резултат                     | Место                        | Резултат              | Место                | Резултат             | Место                | Детаљи |
| -------------------------------------------------------------------------- | -------------- | ------------ | ------------- | ------------- | ---------------------------- | ---------------------------- | --------------------- | -------------------- | -------------------- | -------------------- | ------ |
| Yoandys Lescay                                                             | 400 м          | 45,29        |               |               | дисквалификован по чл. 163,3 | дисквалификован по чл. 163,3 | Није се квалификовао  | Није се квалификовао | Није се квалификовао | Није се квалификовао |        |
| Енди Гонзалес                                                              | 800 м          | 1:45,30      | 1:46,80       | 5. у гр. 2    | Нису се квалификовали        | Нису се квалификовали        | Нису се квалификовали | 16 / 47 (49)         |                      |                      |        |
| Ignacio Morales                                                            | 110 м препоне  | 13,48        | 13,59         | 6. у гр. 4    | Нису се квалификовали        | Нису се квалификовали        | Нису се квалификовали | 20 / 33 (34)         |                      |                      |        |
| Орландо Ортега                                                             | 110 м препоне  | 13,08        | 13,69         | 6. у гр. 3    | Нису се квалификовали        | Нису се квалификовали        | Нису се квалификовали | 22 / 50 (70)         |                      |                      |        |
| Омар Сиснерос                                                              | 400 м препоне  | 47,99 НР     | 49,87 КВ      | 1. у гр. 2    | 47,93 КВ, СРС                | 1. у гр. 3                   | 48,12                 | 4 / 35 (37)          |                      |                      |        |
| Yoandys Lescay2 Raidel Acea Орестес Родригез Osmaidel Pellicier Ноел Руиз* | 4 х 400 м      | 2:59,13 НР   | 3:04,26       | 6. у гр. 3    |                              |                              | Нису се квалификовали | 17 / 24              |                      |                      |        |
| Лазаро Борхес                                                              | Скок мотком    | 5,90 НР      | 5,40          | 8. у гр. B    | 21 / 33 (40)                 |                              | Нису се квалификовали |                      |                      |                      |        |
| Педро Пабло Пичардо                                                        | Троскок        | 17,69        | 17,06         | 3. у гр. Б    | 17,68                        |                              |                       |                      |                      |                      |        |
| Хорхе Фернандез                                                            | Бацање диска   | 66,05        | 64,86 кв      | 2. у гр. А    | 62,88                        | 10 / 30                      |                       |                      |                      |                      |        |
| Роберто Ханет                                                              | Бацање кладива | 77,08        | 71,73         | 11. у гр. А   | Нису се квалификовали        | 23 / 27 (29)                 |                       |                      |                      |                      |        |
| Гиљермо Мартинез                                                           | Бацање копља   | 87,20 НР     | 79,67         | 9. у гр. А    | Нису се квалификовали        | 16 / 33 (34)                 |                       |                      |                      |                      |        |

- Атлетичар у штафети означен звездицом био је резерва.
- Атлетичар означен бројем учествовао је у више дисциплина.

#### Десетобој
| Дисциплина    | Леонел Суарез | Леонел Суарез | Леонел Суарез | Леонел Суарез | Леонел Суарез | Леонел Суарез |
| Дисциплина    | Лич. рек.     | Резултат      | Бод.          | Плас.         | Укупно        | Плас.         |
| ------------- | ------------- | ------------- | ------------- | ------------- | ------------- | ------------- |
| 100 м         | 10,90         | 11,07 ЛРС     | 845           | 18            | 845           | 18            |
| Скок удаљ     | 7,52          | 7,33 ЛРС      | 893           | 18            | 1.738         | 19            |
| Бацање кугле  | 15,20         | 14,20 ЛРС     | 741           | 14            | 2.479         | 19            |
| Скок увис     | 2,17          | 1,90 ЛРС      | 714           | 28            | 3.193         | 23            |
| 400 м         | 47,65         | 48,21 ЛРС     | 899           | 5             | 4.092         | 17            |
| 110 м препоне | 14,12         | 14,62 ЛРС     | 896           | 17            | 4.988         | 17            |
| Бацање диска  | 47,32         | 46,41 ЛРС     | 796           | 5             | 5.784         | 16            |
| Скок мотком   | 5,00          | 4,90 ЛРС      | 880           | 1             | 6.664         | 17            |
| Бацање копља  | 77,47         | 68,61 ЛРС     | 868           | 3             | 7.532         | 14            |
| 1.500 м       | 4:16,70       | 4:23,87 ЛРС   | 785           | 3             | 8.317         | 10            |
| Десетобој     | 8.654, НР     |               |               |               | 8.317, ЛРС    | 10 / 25 (34)  |

### Жене
| Атлетичарка       | Дисциплина     | Лични рекорд | Квалификације | Квалификације | Полуфинале            | Полуфинале   | Финале                | Финале  | Детаљи |
| Атлетичарка       | Дисциплина     | Лични рекорд | Резултат      | Место         | Резултат              | Место        | Резултат              | Место   | Детаљи |
| ----------------- | -------------- | ------------ | ------------- | ------------- | --------------------- | ------------ | --------------------- | ------- | ------ |
| Rose Mary Almanza | 800 м          | 1:59,55      | 2:00,27 кв    | 4. у гр. 3    | 2:00,98               | 4. у гр. 2   | Није се квалификовала | 11 / 32 |        |
| Јарислеј Силва    | Скок мотком    | 4,90 НР      | 4,55 кв       | 4. у гр Б     |                       |              | 4,82                  |         |        |
| Мабел Гај         | Троскок        | 14,67        | 14,17 кв      | 5. у гр А     | 14,45 ЛРС             | 5 / 29 (31)  |                       |         |        |
| Yaniuvis López    | Бацање кугле   | 18,81        | 16,82         | 13. у гр Б    | Није се квалификовала | 25 / 29 (30) |                       |         |        |
| Јарелис Бариос    | Бацање диска   | 68,03        | 63,63 КВ      | 2. у гр А     | 64,96                 |              |                       |         |        |
| Денија Кабаљеро   | Бацање диска   | 65,60        | 60,14 кв      | 4. у гр А     | 62,80                 | 8 / 26       |                       |         |        |
| Јаиме Перез       | Бацање диска   | 66,01        | 60,33 кв      | 8. у гр Б     | 60,33                 | 11 / 26      |                       |         |        |
| Јипси Морено      | Бацање кладива | 76,62 НР     | 71,69 кв      | 6. у гр Б     | 74,16 ЛРС             | 6 / 27       |                       |         |        |

#### Седмобој
| Дисциплина    | Јорхелис Родригез | Јорхелис Родригез | Јорхелис Родригез | Јорхелис Родригез | Јорхелис Родригез | Јорхелис Родригез |
| Дисциплина    | Лични рекорд      | Резултат          | Бод.              | Плас.             | Укупно            | Плас.             |
| ------------- | ----------------- | ----------------- | ----------------- | ----------------- | ----------------- | ----------------- |
| 100 м препоне | 13,68             | 13,88             | 995               | 18                | 995               | 18                |
| Скок увис     | 1,85              | 1,86 ЛР           | 1.054             | 3                 | 2.049             | 7                 |
| Бацање кугле  | 14,46             | 12,83             | 716               | 23                | 2.765             | 8                 |
| 200 м         | 25,11             | 24,77             | 908               | 13                | 3.673             | 9                 |
| Скок удаљ     | 6,12              | 6,00 ЛРС          | 850               | 18                | 4.523             | 11                |
| Бацање копља  | 48,70             | 44,66             | 757               | 14                | 5.280             | 12                |
| 800 м         | 2:16,75           | 2:16,74 ЛР        | 868               | 21                | 6.148             | 12                |
| Седмобој      | 6.186             |                   |                   |                   | 6.148             | 12 / 29 (33)      |